# Le Roc-Saint-André
Le Roc-Saint-André is een plaats en voormalige gemeente in Frankrijk, in Bretagne. De plaats maakt deel uit van het arrondissement Pontivy. De plaats telde 948 inwoners op 1 januari 2018.

## Geschiedenis
De gemeente maakte voor 2015 deel uit van het kanton Malestroit. Toen het kanton op 22 maart 2015 werd opgeheven werd Le Roc-Saint-André opgenomen in het kanton Moréac.
Le Roc-Saint-André is op 1 januari 2016 gefuseerd met de gemeenten La Chapelle-Caro en Quily tot de gemeente Val d'Oust.

## Geografie
De oppervlakte van Le Roc-Saint-André bedraagt 9,93 vierkante kilometer; Op 1 januari 2018 was de bevolkingsdichtheid 95,5 inwoners per km².
De onderstaande kaart toont de ligging van Le Roc-Saint-André met de belangrijkste infrastructuur en aangrenzende gemeenten.

## Demografie
Onderstaande figuur toont het verloop van het inwonertal.